# Linea R3
La linea R3 della Rodalies de Catalunya è una linea di trasporto ferroviario suburbano facente parte della rete suburbana della città catalana che collega la stazione di L'Hospitalet de Llobregat a quella di Vic e prosegue poi fino al confine francese con capolinea a Latour-de-Carol.
È gestita da Renfe Operadora. È contraddistinta dal colore rosso.

## Storia
La storia della linea Barcellona-Ripoll-Puigcerdà-Latour-de-Carol si sviluppa su due tappe molto diverse, aventi come punto di collegamento la stazione di Ripoll.
La prima risale alla metà del XIX secolo: per collegare i giacimenti carboniferi di Ogassa con le nuove industrie di Barcellona fu realizzata la linea ferroviaria tra la città, Ripoll e Sant Joan de les Abadesses, che nel tratto finale aveva una diramazione diretta verso le miniere. La nuova ferrovia entrò in servizio in diverse fasi: nel 1875 tra Granollers a Vic (1875), nel 1879 da Vic a Torelló e poi a Sant Quirze de Besora e infine nel 1880 da Sant Quirze de Besora a Ripoll e da Ripoll a Sant Joan de les Abadesses. Successivamente fu realizzata più a sud una nuova linea diretta tra Granollers e Montcada i Reixac, fino a quel momento raggiunta tramite la linea Barcellona-Granollers-Girona. La tratta tra Ripoll e Sant Joan de les Abadesses è stata chiusa negli anni ottanta del XX secolo e convertita in percorso verde.
La linea tra Ripoll e Puigcerdà, nota anche come Ferrocarril Transpirinenc, fu concepita nel progetto di collegare la rete ferroviaria spagnola con quella francese ma le difficoltà realizzative portarono a un significativo rallentamento nell'esecuzione. La prima tratta tra Ripoll a Ribes de Freser fu inaugurata nel 1919 ma quella più complessa tra Ribes de Freser e La Molina, che richiese di realizzare la galleria di Toses e un tunnel elicoidale detto "della chiocciola", entrò in servizio solo nel 1922 consentendo il collegamento fino a Puigcerdà. Nel 1929 il percorso fu prolungato fino alla stazione internazionale di Latour-de-Carol da cui si allacciava alla nuova linea trans-pirenaica francese del Pimorent e alla ferrovia a scartamento ridotto di Vilafranca de Conflent nota come "Treno giallo".
Sotto la gestione di RENFE la tratta verso i Pirenei fu classificata tra i servizi di Media Percorrenza e alla linea fu assegnata la numerazione Ca5. Nel 1980, con la creazione delle Cercanías, la linea venne riclassificata nell'ambito della nuova organizzazione e numerata C3, dove la C indicava il servizio di Cercanías, ma i treni venivano identificati anche con il numero R3 (secondo la denominazione "Rodalies" utilizzata per il servizio in Catalogna) per cui coesistevano entrambe le numerazioni. Dal 1º gennaio 2010, con il passaggio del servizio alla Generalitat de Catalunya e la costituzione delle Rodalies de Catalunya la linea è contraddistinta esclusivamente come R3.

## Caratteristiche
La linea ha una lunghezza totale di 165,k km tra l'Hospitalet e Latour-de-Carol, servendo 34 stazioni. La tratta tra Hospitalet e Vic è lunga 77 km e serve 20 stazioni. Nell'area metropolitana di Barcellona, il servizio prevede interconnessioni con le linee R1, R2, R4, R7 e dei servizi regionali delle Rodalies de Catalunya, nonché con la metropolitana di Barcellona e con le linee di treni ad alta velocità. Nella zona dei Pirenei, il servizio è collegato con la cremagliera di Núria, il servizio automobilistico verso la stazione sciistica della Molina e con le linee SNCF TER per Tolosa e del Treno Giallo.
Il materiale rotabile è costituito da treni Renfe della serie 447 e occasionalmente della serie Civia 465.
Il servizio utilizza le seguenti linee ferroviarie:
- linea Barcellona-Martorell-Vilafranca-Tarragona nel tratto tra Hospitalet y Barcellona Sants.
- tunnel di Roma tra Sants e Plaça de Catalunya
- linea Barcellona-Lérida-Saragozza nel tratto da Plaça de Catalunya e Montcada-Biforcació
- linea Barcellona-Sant Joan de les Abadesses nel tratto tra Montcada-Biforcació e Ripoll
- linea Ripoll-Puigcerdà fino a Puigcerdà e Latour-de-Carol

### Traffico
La linea trasporta 8,5 milioni di passeggeri all'anno, con una media giornaliera di 27422 passeggeri (nei giorni feriali) tra l'Hospitalet e Vic. Nel tratto tra Vic e Latour-de-Carol viaggiano circa 2000 passeggeri ogni giorno (giorni feriali).
La frequenza del servizio è di 76 treni al giorno.

## Percorso
| Continuation backward |

| Interchange on track |

| Straight track |

| Unknown route-map component "CONTgq" | Unknown route-map component "vSTR+r-SHI1+r" |  |

| Unknown route-map component "tCONT2" | Unknown route-map component "evHST" + Unknown route-map component "tSTRc3" |  |

| Unknown route-map component "tSTRc1" | Unknown route-map component "tSTR2+4" + Unknown route-map component "vSTR" | Unknown route-map component "tSTRc3" |

|  | Unknown route-map component "SPLe" + Unknown route-map component "tSTRc1" | Unknown route-map component "tSTR+4" |

|  | Unknown route-map component "tSTRa" | Unknown route-map component "tSTR" |

|  | Unknown route-map component "tINT-L" | Unknown route-map component "tINT-R" |

|  | Unknown route-map component "tKRW+l" | Unknown route-map component "tKRWgr" | Unknown route-map component "extCONTf" |  |

| Unknown route-map component "utSTRc2" | Unknown route-map component "tSTR" + Unknown route-map component "utSTR3+l" | Unknown route-map component "mtKRZt" | Unknown route-map component "utCONTfq" |  |

| Unknown route-map component "utCONT1" + Unknown route-map component "lINT-L" | Unknown route-map component "tINT-R" + Unknown route-map component "utSTRc4" | Unknown route-map component "tSTR" |  |  |

|  | Unknown route-map component "tSTR" | Unknown route-map component "tINT" |  |  |

|  | Unknown route-map component "tINT" | Unknown route-map component "tSTR" |  |  |

| Unknown route-map component "tKBHFa@f" | Unknown route-map component "tSTR" | Unknown route-map component "tSTR" |  |  |

| Unknown route-map component "tKRWgl" | Unknown route-map component "tKRWg+r" | Unknown route-map component "tSTR" |  |  |

| Unknown route-map component "tSTRl" | Unknown route-map component "tKRZt" + Unknown route-map component "tSTR2" | Unknown route-map component "tSTRr" + Unknown route-map component "tSTR3" |  |  |

|  | Unknown route-map component "tSTR+1" + Unknown route-map component "tSTR" | Unknown route-map component "tSTR2+4" | Unknown route-map component "tSTRc3" + Unknown route-map component "extCONTg" |  |

|  | Unknown route-map component "tINT" | Unknown route-map component "extSTR+l" + Unknown route-map component "tSTRc1" | Unknown route-map component "extSTRr" + Unknown route-map component "tSTR+4" |  |

|  | Unknown route-map component "tSTR" | Unknown route-map component "extSTR" | Unknown route-map component "tINT" |  |

|  | Unknown route-map component "etHST" + Unknown route-map component "HUBaq" | Unknown route-map component "extHST" + Unknown route-map component "HUBeq" | Unknown route-map component "tSTR" |  |

|  | Unknown route-map component "tSTR" | Unknown route-map component "extCONTf" | Unknown route-map component "tSTR" |  |

|  | Unknown route-map component "tSTRe" |  | Unknown route-map component "tSTR" |  |

| Unknown route-map component "CONTgq" | Unknown route-map component "KRWgr+r" |  | Unknown route-map component "tSTR" |  |

|  | Straight track |  | Unknown route-map component "tINT" |  |

|  | Station on track |  | Unknown route-map component "tSTRe" |  |

|  | Unknown route-map component "ABZg2" | Unknown route-map component "STRc3" | Interchange on track |  |

|  | Straight track + Unknown route-map component "STRc1" | Unknown route-map component "STR2+4" | Straight track + Unknown route-map component "STRc3" |  |

|  | Straight track | Unknown route-map component "STRc1" | Unknown route-map component "ABZg+4" |  |

|  | Straight track |  | Stop on track |  |

|  | Continuation forward | Unknown route-map component "STRc2" | Unknown route-map component "STR3" |  |

|  | Unknown route-map component "STRc2" | Unknown route-map component "ABZ1+3f" | Unknown route-map component "STRc4" |  |

|  | Unknown route-map component "STR+1" | Unknown route-map component "eHST" + Unknown route-map component "STRc4" |  |  |

|  | Stop on track | Straight track |  |  |

|  | One way leftward | Unknown route-map component "KRZo" | Unknown route-map component "CONTfq" |  |

|  |  | Unknown route-map component "pBHF" |

|  |  | Unknown route-map component "pBHF" |

|  |  | Unknown route-map component "eABZg+l" | Unknown route-map component "exCONTfq" |  |

|  |  | Unknown route-map component "ABZg+l" | Unknown route-map component "CONTfq" |  |

|  |  | Stop on track |

|  |  | Stop on track |

|  |  | Unknown route-map component "eHST" |

|  | Unknown route-map component "exCONTgq" | Unknown route-map component "eABZgr" |  |  |

|  |  | Stop on track |

|  | Unknown route-map component "exCONTgq" | Unknown route-map component "eABZg+r" |  |  |

|  |  | Unknown route-map component "pBHF" |

|  |  | Unknown route-map component "eHST" |

|  |  | Stop on track |

|  |  | Unknown route-map component "pBHF" |

|  |  | Unknown route-map component "pBHF" |

|  |  | Unknown route-map component "pBHF" |

|  |  | Unknown route-map component "pBHF" |

|  |  | Unknown route-map component "pBHF" |

|  |  | Unknown route-map component "eHST" |

| Unknown route-map component "tSTRa" |

|  |  | Unknown route-map component "tBHF" |

| Unknown route-map component "tSTRe" |

|  |  | Stop on track |

|  |  | Stop on track |

|  |  | Unknown route-map component "pBHF" |

|  |  | Stop on track |

|  |  | Unknown route-map component "pBHF" |

|  |  | Station on track |

|  | Unknown route-map component "exCONTgq" | Unknown route-map component "eABZgr" |  |  |

|  |  | Stop on track |

|  |  | Unknown route-map component "eHST" |

| Unknown route-map component "SHI1l" |

|  |  | Unknown route-map component "vKBHFa-BHF" |

|  | Unknown route-map component "CONTgq" | Unknown route-map component "vSTRr-SHI1r" |  |  |

|  |  | Stop on track |

|  |  | Enter and exit short tunnel |

|  |  | Stop on track |

|  |  | Stop on track |

|  |  | Stop on track |

|  |  | Unknown route-map component "eHST" |

| Unknown route-map component "SHI1l" |

|  |  | Unknown route-map component "vKBHFa-BHF" |

|  |  | Unknown route-map component "vSTR+GRZq" |

|  | Unknown route-map component "CONTgq" | Unknown route-map component "vABZg+r-STR" |  |  |

|  |  | Unknown route-map component "vKBHFe" + Unknown route-map component "vSTR-" |

|  |  | Unknown route-map component "vCONTf-" |